# جامعة المدينة العالمية

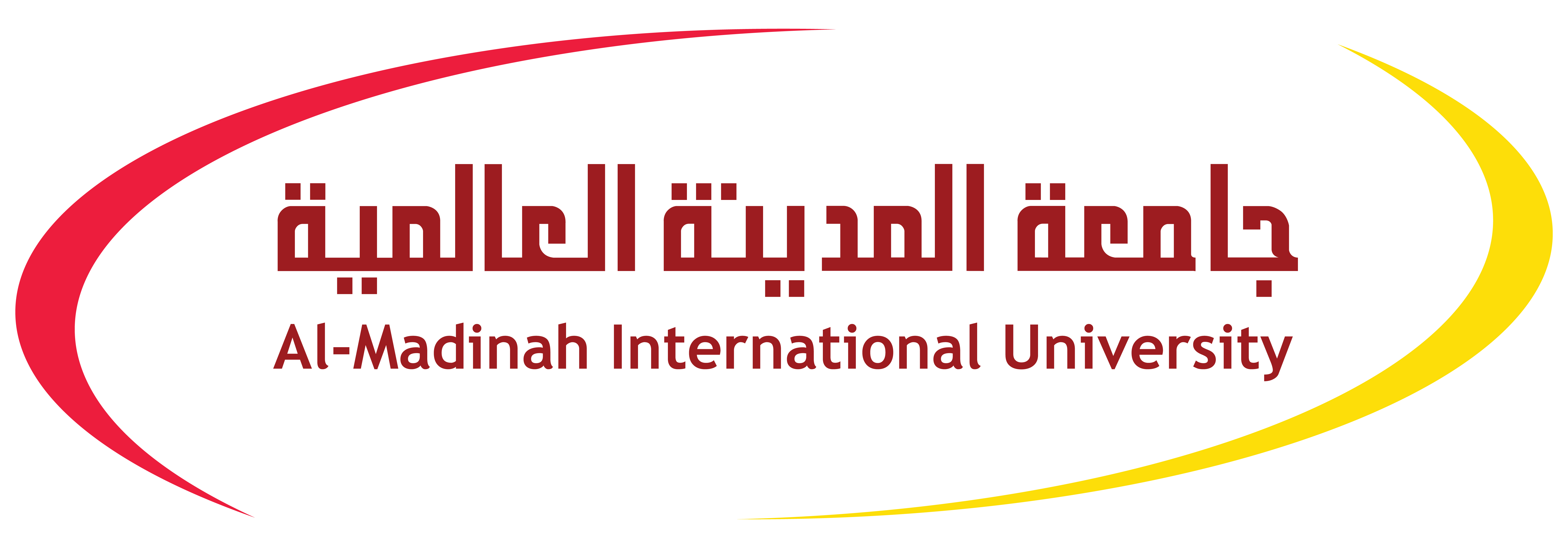
شعار جامعة المدينة العالمية.

جامعة المدينة العالمية (بالإنجليزية: Al-Madinah International University) (اختصارا: MEDIU) مؤسسة تعليمية مستقلة غير ربحية، ومقرها ماليزيا وهي مرخصة من وزارة التعليم العالي الماليزية (MOHE)، وجميع برامجها تتم الموافقة عليها من هيئة الاعتمادات الماليزية (MQA).

## النشأة والتاريخ
تأسست منذ العام 2006م.

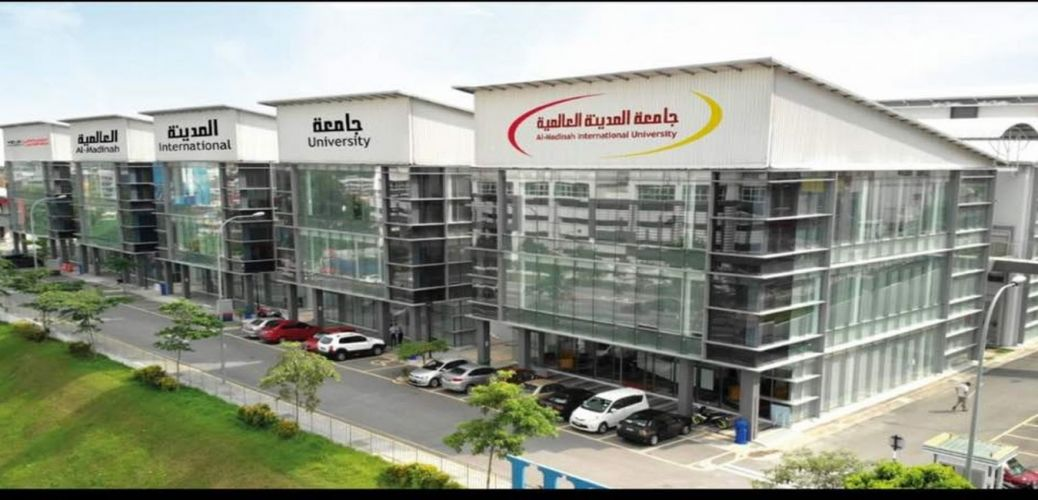
حرم جامعة المدينة العالمية في مدينة كوالالمبور، ماليزيا.

في 20 يونيو 2007 استكملت جامعة المدينة العالمية جميع إجراءات الاعتماد النهائي والتسجيل من قبل وزارة التعليم العالي الماليزية (MOHE).
-	في عام 2008 التحقت أول دفعة بالجامعة وافتتحت الجامعة المزيد من الكليات والبرامج الدراسية شملت مجالات: العلوم الإسلامية – اللغات – العلوم المالية والإدارية – الحاسب الآلي وتقنية المعلومات- مركز اللغات.
-	وبدأت جامعة المدينة العالمية الإجراءات التأسيسية للبدء بالتعليم الجامعي المباشر في تخصصات علمية وتطبيقية جديدة شملت علوم الحاسب الآلي، والعلوم المالية والإدارية. عام 2010 بداية التعليم المباشر والتحاق أول دفعة في شهر سبتمبر 2010.
-	في عام 2011 تم تخريج أول دفعة من طلاب جامعة المدينة العالمية في كلية اللغات والعلوم الإسلامية.

## رئيس الجامعة
يرأس جامعة المدينة العالمية سعادة الداتؤ الدكتور سعيد نويفع الردادي الحازمي مدير الجامعة.

## الكليات
تقدم الجامعة جميع مراحل تعليم عالي، مرحلة البكالوريوس والماجستير والدكتوراه، إضافة إلى دورات قصيرة في مجالات شتى.

### كلية العلوم الإسلامية
تقدم كلية العلوم الإسلامية برامجها الخاصة كالدراسات الجامعية والدراسات العليا ضمن برامج جامعة المدينة العالمية المعتمدة، وتهدف إلى خدمة العلوم الإسلامية وتتميز برامج الكلية بالجودة العلمية والتنوع في التخصصات وعصرية عرض المواد التعليمية حيث استفادت كثيرا من الوسائل التقنية في ربط الطالب بالمواد التعليمية وجعلها في قالب يسهل له الاستفادة من المعلومات بطريقة مشوقة .وقد أعدت هذه البرامج بهدف تخريج الطالب الملم بدينه والواعي بثقافة عصره، ليؤدي دوره في الدعوة إلى الله على علم وبصيرة.
وتحتوي الكلية على أربعة أقسام رئيسة:
1. قسم التفسير وعلوم القرآن.
2. قسم علوم الحديث.
3. قسم الفقه وأصوله.
4. قسم الدعوة وأصول الدين.

### كلية اللغات
تهدف الكلية إلى نشر علم اللغات وآدابها وذلك لأهميته للمجتمع، وإيصال المعرفة بطريقة سهلة ميسّرة وتقنيات متطوّرة لخدمة المجتمعات المحليّة والدّولية، وتزويدها بطاقات شبابية مثمرة. ترسيخ علوم اللّغات وآدابها، وترسيخ المفاهيم العلمية للبحث الأكاديمي مع مراعاة حاجة المجتمع لبرامج الكلية العلمية والعملية. تطوير علوم اللغات وآدابها، وإعداد المتخصِّصين القادرين على دفع عجلة التّطوّر نحو الأمام باتباع أفضل السّبل والوسائل. تكوين الملكة القوية لدى الطلاب، وإعدادهم باحثين ومفكِّرين في علم اللّغات يتميّزون بالقدرة العالية، والمهارات اللاّزمة لممارسة نشاطهم العلمي والبحثي والفكري في المجتمع؛ وذلك باعتماد مبدأ الجودة الشّاملة في التّعليم والتّدريب، وتنمية المهارات الفنية والتّقنية اللاّزمة في مجال تفعيل المعرفة، وربطها بتطبيقاتها العلمية.

### كلية العلوم المالية والإدارية
تأسست كلية العلوم المالية والإدارية لجامعة المدينة العالمية، في شهر يوليو من عام 2008م بعد الحصول على الموافقات الرسمية بشأنها من وزارة التعليم العالي في ماليزيا. وتعمل الكلية منذ ذلك الوقت على تقديم البرامج الأكاديمية المتميزة في العلوم المالية والإدارية والاقتصادية، لرفد مسيرة التنمية والبناء الحضاري بالعناصر القيادية الكفوءة علمياً وادارياً وتقنياً، لمواكبة روح العصر والتفاعل مع مستجداته في المكان والزمان المناسبين، وفي اطار التوازن الروحي والمادي للبرامج العلمية والأكاديمية لصياغة المنهجية المتكاملة والرؤية الواضحة للطلاب الدارسين، بغية صناعة وتحسين دائرة المقتربات للحافات الأمامية للمستقبل في لحظة الحاضر.

### كلية الحاسب الآلي وتكنولوجيا المعلومات
تقدم الكلية برامج تعليمية عالية الجودة لتكنولوجيا المعلومات والاتصالات تتيح للأفراد تجربة النجاح في التعلم من خلال أحدث تقنيات تكنولوجيا المعلومات والاتصالات وأحدث المواد. بالإضافة إلى ذلك ، تقدم برامج وتخصصات علمية متكاملة لمواجهة تحديات السوق واحتياجاته.

### كلية التربية
تأسست كلية التربية في العام 2010، وتقدم الكلية حاليًا عددًا من البرامج الأكاديمية على مستوى الدراسات العليا (الماجستير والدكتوراه) من خلال التعليم المباشر والتعليم عن بعد. والبرامج التي تقدمها الكلية هي: درجة الماجستير في كل من التخصصات التالية: المناهج والتدريس، أصول التربية، وعلم النفس التربوي. درجة الدكتوراه في الفلسفة في كل من التخصصات التالية: المناهج والتدريس، وأصول التربية، وجميعها حصلت على الاعتماد الكامل من هيئة الاعتماد الماليزية MQA. بالإضافة إلى ذلك ، هناك أيضًا دبلوم الدراسات العليا في التربية (تعليم عن بعد) وهو ما يعادل تقريبا درجة الماجستير التي تمنحها الجامعات الماليزية. كما تقدم الكلية أيضا برنامجين على مستوى البكالوريوس (تعليم عن بُعد) على النحو التالي: بكالوريوس التربية في تدريس اللغة العربية وبكالوريوس التربية في الدراسات الإسلامية.

## المراكز
يوجد في الجامعة مركزين تابعين للكليات وهما:

### مركز الدراسات التمهيدية واللغات
قد أنشأت جامعة المدينة العالمية مركز الدّراسات التّمهيدية واللّغات (مركز اللغات سابقا)، من  أجل إعداد الدّارسين لغوياً وعلميا للالتحاق بكليات جامعة المدينة العالمية وإعداد امتحانات تحديد المستوى في اللّغات الحديثة، مع إعداد وتنفيذ برامج تعليم اللّغات الحديثة للأغراض العامّة والخاصة وتنظيم المناهج الدِّراسية والإشراف على تطبيق البرامج فيها، وإعداد برامج لغوية تلبِّي حاجة السّوق مع مطابقتها بالاتجاهات الحديثة في تعليم اللّغات الأجنبية. ولمركز اللّغات برامج متعدِّدة منها دورات اللّغة العربية للنّاطقين بغيرها، ودورات تعليم اللّغة الإنجليزية، والبرنامج التأهيلي لاختبار اللغة الإنجليزية بوصفها لغة ثانية توفيل(TOEFL) و إيلتس (IELTS).

### مركز الدراسات العليا
يقترح مركز الدراسات العليا باقتراح السياسة العامة للدراسات العليا المعتمدة بما في ذلك تعديلها وتنسيقها وتنفيذها، واقتراح المبادئ التوجيهية الداخلية بالتنسيق مع كليات الجامعة ذات العلاقة بالدراسات العليا، واقتراح مبادئ الالتحاق ببرامج الدراسات العليا بما في ذلك تنفيذ البرنامج والإشراف عليه.

## مهام الجامعة
- التخطيط والتطوير للمناهج الدراسية، وكتب المادة، وإعداد برامج تعليمية تربوية تخص كل كلية.
- الحصول على الموافقة والاعتماد المؤقت والدائم للبرامج المقدمة جميعها.
- تعمل على تحسين السياسات الأكاديمية فضلا عن القواعد والأنظمة الأكاديمية.
- تحسين عملية التعليم والتعلم وتقدم الوسائل الدراسية من أجل إعداد بيئة تعليمية ذات جودة ودقة علمية.
- تنظيم الدراسة في كل مستوياتها: التمهيدي، والدبلوم والبكالوريوس والإشراف على تطبيق البرامج فيها.
- التعاون مع عمادة الدراسات العليا في عملية التعليم والتعلم لمرحلة الماجستير والدكتوراة.
- التعاون مع وكالة البحوث والتطوير للنهوض بالبحوث العلمية والدراسات المختلفة بما يسهم في تطوير العلوم.
- توثيق الروابط الثقافية والعلمية مع الجهات الداخلية والخارجية ذات العلاقة وإقامة وتنظيم مؤتمرات علمية.
- المشاركة الفعالة في المؤتمرات العلمية.

## طريقة الدراسة
أساليب التدريس: نظرًا للتنوع الأكاديمي في التخصصات والبرامج الدراسية، فقد طبقت الجامعة إستراتيجية تدريسية تقوم على إتاحة الفرصة والخيارات للطلبة للدراسة بأحد طريقتين:
- التعليم عن بعد

تتم الدراسة عن في برامج التعليم عن بعد من خلال حضور المحاضرات المعلن عنها في بوابة الطالب بحيث يكون التفاعل بين الطالب والمحاضر بصورة إلكترونية وفق نظام الجامعة.
- التعليم الجامعي المباشر

الدراسة في التعليم المباشر تتم حضورياً في حرم جامعة المدينة العالمية في كوالالمبور، ماليزيا.

## المراكز التابعة للجامعة
يوجد للجامعة مركزين، الأول وهو المركز الرئيسي في مدينة كوالالمبور، ماليزيا، كما يوجد مركز آخر في مصر.